# Kanton Maubourguet
Der Kanton Maubourguet war bis 2015 ein französischer Wahlkreis im Arrondissement Tarbes, im Département Hautes-Pyrénées und in der Region Midi-Pyrénées; sein Hauptort war Maubourguet. Sein Vertreter im Generalrat des Départements war zuletzt von 2002 bis 2015, zuletzt wiedergewählt 2011, Jean Guilhas.

## Gemeinden
Der Kanton umfasste die Wahlberechtigten aus elf Gemeinden:
| Gemeinde         | Einwohner Jahr | Fläche km² | Bevölkerungsdichte | Postleitzahl | Code INSEE |
| ---------------- | -------------- | ---------- | ------------------ | ------------ | ---------- |
| Auriébat         | 265 (2013)     | –          | – Einw./km²        | 65700        | 65049      |
| Caussade-Rivière | 98 (2013)      | –          | – Einw./km²        | 65700        | 65137      |
| Estirac          | 101 (2013)     | –          | – Einw./km²        | 65700        | 65174      |
| Labatut-Rivière  | 418 (2013)     | –          | – Einw./km²        | 65700        | 65240      |
| Lafitole         | 494 (2013)     | –          | – Einw./km²        | 65700        | 65243      |
| Lahitte-Toupière | 247 (2013)     | –          | – Einw./km²        | 65700        | 65248      |
| Larreule         | 417 (2013)     | –          | – Einw./km²        | 65700        | 65262      |
| Maubourguet      | 2446 (2013)    | –          | – Einw./km²        | 65700        | 65304      |
| Sauveterre       | 161 (2013)     | –          | – Einw./km²        | 65700        | 65412      |
| Sombrun          | 211 (2013)     | –          | – Einw./km²        | 65700        | 65429      |
| Vidouze          | 244 (2013)     | –          | – Einw./km²        | 65700        | 65462      |

## Bevölkerungsentwicklung
| 1962 | 1968 | 1975 | 1982 | 1990 | 1999 | 2006 |
| ---- | ---- | ---- | ---- | ---- | ---- | ---- |
| 5270 | 5190 | 5091 | 5074 | 4832 | 4859 | 5069 |